# Flughafen Duqm

i7
i11
i13

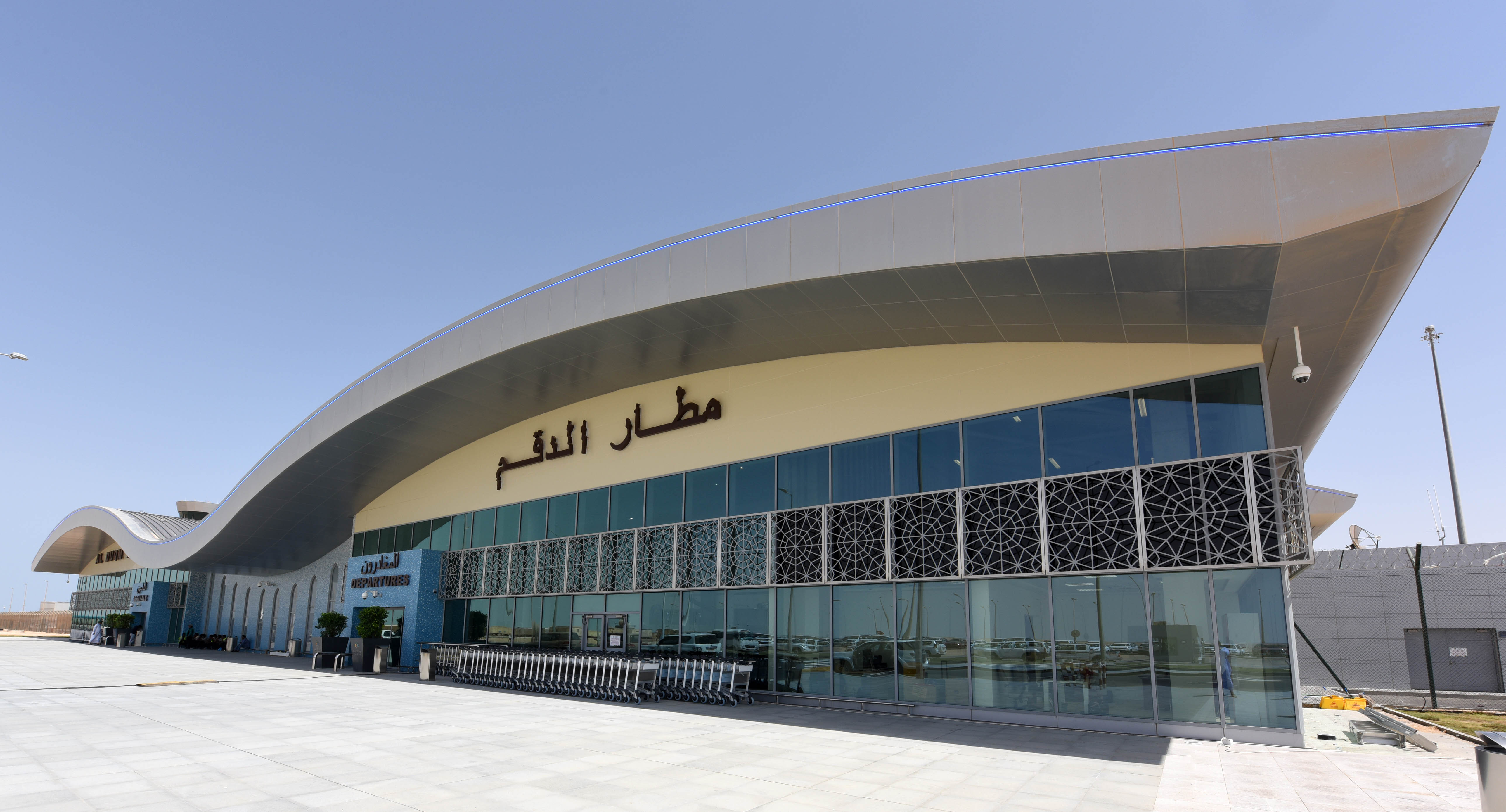
Außenaufnahme des Flughafen-Terminals

Der Flughafen Duqm (arabisch مطار الدقم, englisch Duqm Airport, IATA-Code: DQM, ICAO-Code: OODQ) ist ein Flughafen nahe der Hafenstadt Duqm im Gouvernement al-Wusta im Sultanat Oman.
Der erste offizielle Linienflug von Oman Air aus Maskat landete am 17. September 2018. Am 14. Januar 2019 fand die offizielle Eröffnungsfeier des Flughafens durch den omanischen Innenminister Sayyid Hamoud bin Faisal Al Busaidi statt. Am Flughafen können die größten Passagiermaschinen wie der Airbus A380 und die Boeing 747 abgefertigt werden. Er soll die Wirtschaft in der neuen Freihandelszone rund um Duqm ankurbeln. In näherer Zukunft soll der Flughafen zu einem internationalen Drehkreuz ausgebaut werden, was unter Berücksichtigung der peripheren Lage und der noch niedrigen Passagierzahlen eher unwahrscheinlich scheint.
Das Terminal beherbergt unter anderem Shops sowie Cafés und die Flugsteige sind mit Fluggastbrücken ausgestattet.
Der Flughafen liegt direkt an der Fernstraße R32, welche im Stadtgebiet als dreispurige Autobahn ausgebaut ist. Die nächstgelegenen Orte sind Ras Madrakah im Süden (70 km), Al Khaluf im Norden (186 km) und die Regionshauptstadt Haima im Westen (164 km). Das Stadtzentrum liegt etwa 20 Kilometer vom Flughafen entfernt.
Oman Air fliegt täglich mit einer Embraer 175 von Maskat in die Hafenstadt. Weitere Verbindungen existieren derzeit nicht. Wie die anderen Flughäfen in Oman wird er von Oman Airports Management Company S.A.O.C. (OAMC) betrieben.